# 里帕尔塔阿尔皮纳
里帕尔塔阿尔皮纳（義大利語：Ripalta Arpina），是意大利克雷莫纳省的一个市镇。总面积6平方公里，人口1063人，人口密度177.2人/平方公里（2009年）。国家统计（ISTAT）代码为019080。